# Бяки (деревня)
Бяки — деревня в Зуевском районе Кировской области в составе Зуёвского сельского поселения.

## География
Находится на расстоянии примерно 2 километра на запад от районного центра города Зуевка.

## История
Известна с 1662 года, когда в ней (Починок над Чюмовицею речкою) отмечено 3 двора, в 1719 году учтено 9 душ мужского пола. В 1873 году учтено дворов 8 и жителей 76, в 1905 — 15 и 144, в 1926 — 25 и 138, в 1950 — 23 и 87 соответственно, в 1989 отмечено 36 жителей.

## Население
Постоянное население составляло 13 человек (русские 100 %) в 2002 году, 9 в 2010.